# Procopius gentilis
Procopius gentilis är en spindelart som beskrevs av Simon 1910. Procopius gentilis ingår i släktet Procopius och familjen flinkspindlar. Inga underarter finns listade i Catalogue of Life.